# Onkalo

Esquema do repositório nuclear

Onkalo é um repositório de combustível nuclear irradiado e pode ser chamado também de depósito geológico profundo. Seu objetivo é armazenar o resíduo nuclear, sendo este o primeiro repositório do seu tipo no mundo. A escavação começou em 2004 perto da Usina Nuclear de Olkiluoto, no município de Eurajoki, costa oeste da Finlândia. Foi baseado no método KBS-3 de enterramento de resíduos nucleares da Suécia.

## História
A Lei de Energia Nuclear finlandesa determinou em 1994 que todos os resíduos nucleares produzidos na Finlândia deveriam ser armazenados no próprio país. Olkiluoto foi escolhido no ano 2000 para ser um depósito geológico profundo. A instalação, que recebeu o nome de Onkalo (que significa "pequena caverna" ou "cavidade"), está sendo construída em uma rocha de granito, a cerca de cinco quilômetros das usinas. O município de Eurajoki emitiu uma licença de construção em 2003 e a escavação começou em 2004. À data de 2020, já tinham sido escavados dez quilómetros na rocha.  

## Construção

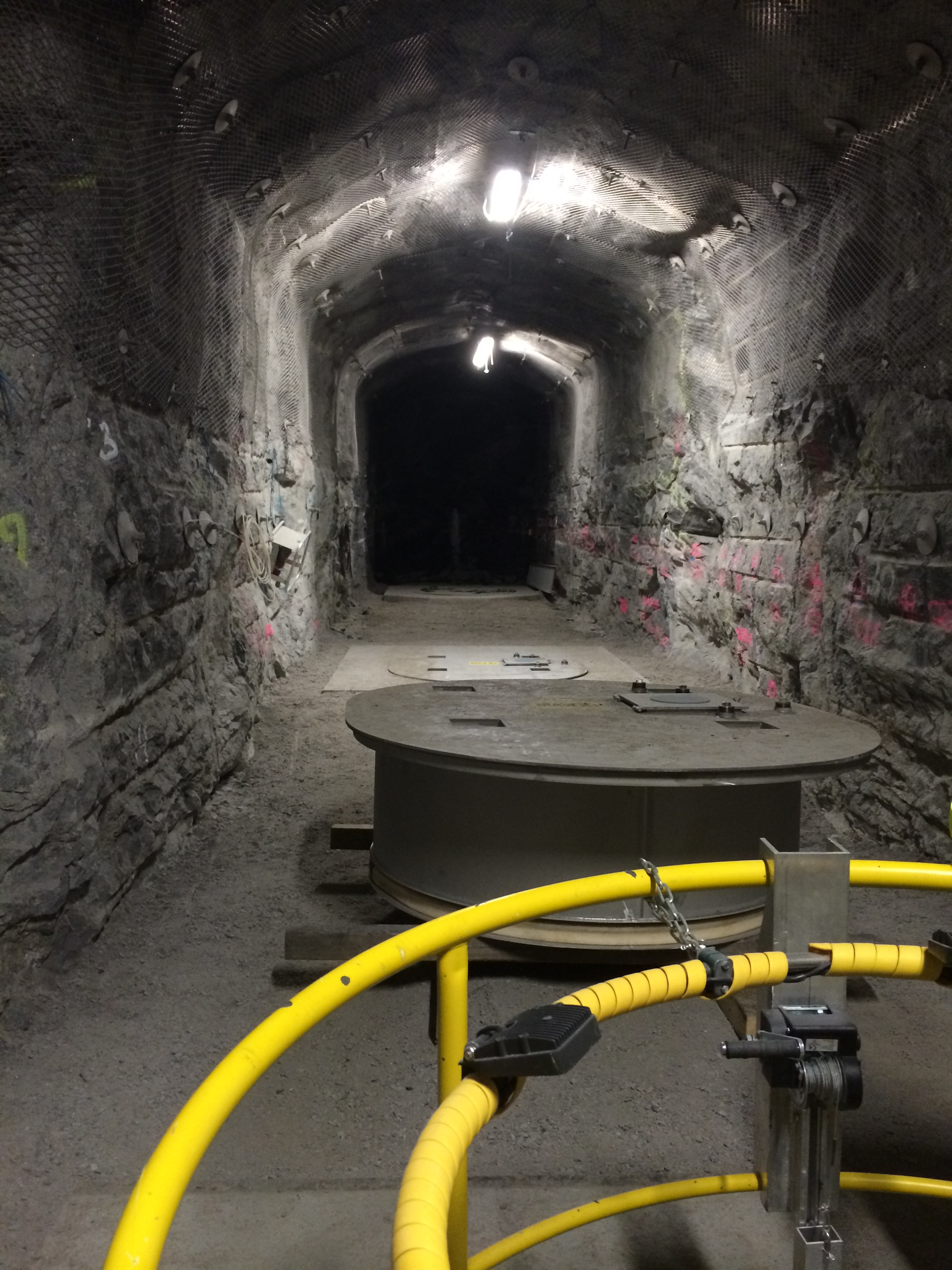
Vista do túnel

Os planos de construção da instalação estão divididos em quatro fases:
- Fase 1 (2004-09): Esta fase é focada na escavação do túnel de acesso ao repositório, ele é feito em forma de uma espiral descendente até uma profundidade de 420 metros.[6]
- Fase 2 (2009-11): Continuação da escavação até a profundidade final de 520 metros. As características da rocha foram estudadas a fim de se adaptar ao layout do repositório.
- Fase 3: A construção do repositório, que está prevista para começar por volta de 2015.
- Fase 4: O encapsulamento e sepultamento de áreas cheias de combustível irradiado, está projetada para começar por volta de 2020.

Uma vez em funcionamento, o processo de armazenamento envolve colocar doze conjuntos de resíduos em um recipiente de aço ao boro e este numa cápsula de cobre. Cada cápsula seria então colocada em seu próprio buraco no repositório e embalada com bentonita. O custo estimado do projeto é de cerca de € 818 milhões, que inclui a construção, encapsulamento e os custos operacionais. Um  Fundo Estatal de Gestão de Resíduos Nucleares economizou cerca de € 2,38 bilhões em encargos com a eletricidade gerada. 
O repositório Onkalo é esperado para ser grande o suficiente para aceitar cápsulas de combustível irradiado para cerca de cem anos, ou seja até por volta de 2120. Neste ponto, o encapsulamento final e sepultamento ocorrerá e então o túnel de acesso será fechado e selado.

## Documentário
O diretor dinamarquês Michael Madsen co-escreveu e dirigiu o documentário Into Eternity, onde a fase inicial de construção é mostrada enquanto especialistas e gestores do projeto são entrevistados. A ênfase dada foi na dificuldade de se colocar avisos sobre o perigo no local, bem como esse perigo pode afetar as gerações futuras ou se resguardar de sua curiosidade em escavar o local novamente.